# Čejn-Stouksovo disanje
Čejn-Stoksovo disanje je poseban oblik patološkog disanja kod koga se periodično smjenjuju rastuća hiperpneja i apneja tako da disajni ciklus traje 45 sekundi do 3 minute.
Čejn-Stouksovo disanje se najčešće javlja kod srčane insuficijencije.
Ostaju kontroverze oko toga da li je ovaj obrazac disanja sam po sebi štetan ili je samo marker osnovne težine srčane bolesti.

## Epidemiologija
Čejn-Stouksovo disanje predstavlja oko 5% do 10% svih slučajeva apneje u snu-Stouksovo disanje kao oblik ventilacione nestabilnosti javlja se kod 30% do 40% pacijenata sa sistolnom disfunkcijom leve srčane komore i srčanom insuficijencijom.
Čejn-Stouksovo disanje predstavlja oko 5% do 10% svih slučajeva apneje u snu i nije uobičajeno među pacijentima koji nemaju srčanu insuficijenciju.
Muški pol, starije doba, nizak početni PaCO2 i atrijalna fibrilacija su faktori rizika za Čejn-Stouksovo disanje kod pacijenata sa srčanom insuficijencijom.

## Istorija
Ovaj oblik patološkog disanja dobio je naziv po lekarima Johnu Cheineu i Villiamu Stokesu, koji su ga prvi opisali u 19. veku.
Izraz je postao široko poznat, nakon što je korišćen u Sovjetskom Savezu posle smrti Staljina 1953. godine, koji je prema pisanju sovjetska štampe, u okviru osnovne bolesti imao napade Čejn-Stoksovog disanja.
- Lekari po kojima je ovaj oblik disanja dobio naziv Čejn-Stoksovo disanje
- Džon Čejn
- Vilijem Stoks

## Etiopatogeneza
Čejn-Stoksovo disanje se sastoji od ponavljajućeg smenjivanja perioda povećanja i smanjenja volumena disanja i apneičnih pauza,odnosno od dubokog disanja i apneje u redovnim vremenskim intervalima. Periodi apneje traju 15-60 sec i bivaju praćeni ventilacijama koje se povećavaju u volumenu do dostizanja pika, posle koga se ventilacije snižavaju ponovo do apneje. Trajanje disajnih faza je 30-40 ciklusa.
Karakteristično za ovaj poremećaj disanja je da u fazi hiperventilacije u alveolarnim prostorima dolazi do prekomernog izbacivanja ugljen-dioksida i razvoja hipokapnije koja uslovljava postepeno sniženje ventilacije. Međutim kod ovih bolesnika je hipokapnija prisutna čak i u fazi smanjenog disanja. Zbog toga se smatra da je u osnovi poremećaja povećana osetljivost na PaCO2.
Uzroci mogu uključivati zatajenje srca, zatajenje bubrega, trovanje narkoticima i povišen intrakranijalni pritisak.
U stabilnom fiziološkom stanju stopa produkcije CO2 jednaka je neto brzini kojom se on izdiše iz tela u spoljašnju sredinu (pod pretpostavkom da u spoljašnjem vazduhu nema CO2), i jednaka je optimalnoj koncentracije CO2 u telu. Međutim u patološkim stanjima Čejn-Stouksovim disanje se može sažeto prikazati kao apneja koja dovodi do povećanja CO2 u alveolarnom vazduhu što uzrokuje prekomernu kompenzacijsku hiperventilaciju, koja potom uzrokuje smanjenu koncentraciju CO2 i ponovo dovodi do apneje, odnosno pokretanja ciklusa poremećenog disanja.

### Mogući uzroci
Čejn-Stouksovo disanje se najčešće javlja kod:
- insuficijencije levog srca,[10][11]
- moždanog udara,
- hiponatremije,
- endogenih intoksikacija — uremija, delovanja narkotika (trovanje morfinom)
- starijih osob u snu, zbog odloženog odgovora neurorgulatornog mehanizma regulacije disanja,
- oštećenja moždanog stabla nakon traumatičnih povreda mozga — zbog prekida eferentnih puteva kod neuroloških poremećaja iznad moždanog stabla.[9]
- tumora mozga,
- nekih slučajeva, inače zdravih ljudi tokom spavanja na velikim visinama
- trovanja ugljen-monoksidom, zajedno sa sinkopom ili komom.[12]

## Klinička slika
Klinička slika ovog tipa patološkog disanja je vrlo dinamična. Nastaje kao posledica bilo kojih stanja koja snižavaju priliv krvi u moždano stablo što ima za posledicu usporavanja aferentnih impulsa ka respiratornom centru, i čest je slučaj kod insuficijencije levog srca.

## Spoljašnje veze
|  | Molimo Vas, obratite pažnju na važno upozorenje u vezi sa temama iz oblasti medicine (zdravlja). |